# Japans Davis Cup-lag
Japans Davis Cup-lag styrs av japanska tennisförbundet och representerar Japan i tennisturneringen Davis Cup, tidigare International Lawn Tennis Challenge. Japan debuterade i sammanhanget 1921, och slutade tvåa samma år. Japan spelade i elitdivisionen startåret 1981.